# Hit Mania 2012 Special Edition
Hit Mania 2012 Special Edition è una compilation di artisti vari facente parte della serie Hit Mania.
Si tratta della prima edizione autunnale della serie Hit Mania
La compilation è mixata dal dj Mauro Miclini.

## Tracce
1. Asaf Avidan & the Mojos – One Day/Reckoning Song (Wankelmut RMX) – 3:13
2. Michel Teló – Bara Bara – 2:24
3. Fly Project – Musica – 3:06
4. Frisco Disco vs. Boney M. – Ma Baker (feat. Ski) – 3:30
5. Alesso – Years (feat. Matthew Koma) – 2:45
6. Bob Sinclar – Groupie – 2:53
7. Mika – Celebrate (feat. Pharrell Williams) – 3:04
8. A-Roma – 100 % Freaky (feat. Pitbull, R.J. & Play- N - Skillz) (David May Edit Mix) – 3:10
9. Noir & Haze – Around (Solomun Vox Radio Edit) – 2:58
10. Nervo & Hook n Sling – Reason – 2:45
11. Sam Sparro – I Wish I Never Met You – 3:31
12. Pink – Blow Me (One Last Kiss) – 2:29
13. The Cube Guys – Turn It Up (feat. Fenja) – 3:53
14. Basto – I Rave You (Give It to Me) – 2:30
15. Oceana – Put Your Gun Down – 2:47
16. Sander van Doorn & Mayaeni – Nothing Inside – 3:26
17. Club Dogo – P.E.S. (feat. Giuliano Palma) – 3:44
18. Marracash – Giusto un giro (feat. Emis Killa) – 4:22
19. Emma – Cercavo amore – 3:31
20. Negrita – Un giorno di ordinaria magia – 4:32
21. Cesare Cremonini – Il comico (sai che risate) – 4:11
22. Nesli – Ti sposerò – 3:09
23. Il Cile – Siamo morti a vent'anni – 3:27
24. Il Pulcino Pio – Pulcino Pio – 2:38